# Ebersbach, Mittelsachsen
Ebersbach là một đô thị trong huyện Mittelsachsen, bang tự do Sachsen, nước Đức. Đô thị Ebersbach, Mittelsachsen có diện tích 6,75 km², dân số thời điểm ngày 31 tháng 12 năm 2005 là 1079 người.